# Апатурии
Апатурии (др.-греч. Άπατούρια) — древнегреческий праздник фратрий.

## Обряды
Справлялся в 20-х числах месяца пианепсиона (начало октября) в Афинах и других ионийских городах, за исключением Эфеса и Колофона, где, по словам Геродота, его не проводили из-за какого-то преступления.
Этот праздник не был посвящён какому-либо отдельному божеству, и с ним связывались и Зевс Фратрий, и Афина Фратрия, и Дионис, и Артемида, и Геракл, и Гефест. В том виде, в каком Апатурии проводились в Афинах, они были призваны скрепить и освятить единство общины. Празднование осуществлялось по отдельным фратриям, но единообразие обрядов указывает на то, что оно составляло единое целое.
Исследователи определяют Апатурии как торжество, связанное с обрядами перехода. Продолжалось оно в течение трёх дней.
- В первый день, называвшийся «дорпия» (δόρπεια, δορπία, от слова δόρπον — «ужин»), фратрии устраивали пиршества[4][1].
- Второй день назывался «анарризис» (ἀνάρρυσις, от ἀναρρύειν — «приносить в жертву»), он был посвящён жертвоприношению Зевсу Фратрию и Афине[4][1]. 
Поскольку Апатурии были праздником единения гражданского коллектива, к концу V века до н. э. жертвы уже приносили за государственный счет[3].
- В третий день, «куреотида гемера» (ὴ κουρεῶτις ὴμέρα, «день юношей»), отцы семейств представляли своих законных сыновей, родившихся со времени прошлогоднего праздника, для внесения в список фратрии. По этому случаю в жертву приносился ягненок или козленок, называвшийся «мейон» (μείον)[5][1]. 
Запись далеко не всегда проходила гладко, так как если у кого-либо из фратров были возражения, он отводил жертву от алтаря, и вопрос о признании ребёнка членом общины становился предметом голосования и юридических споров[5].
Эфебы, достигшие совершеннолетия, также (повторно) записывались во фратрии, жертвуя прядь волос Артемиде Апатурии. В этом случае закланию подлежала жертва, называемая «курейон» (κούρειον)[6][1].
Граждане, женившиеся в течение года, совершали жертвоприношение от имени своих супруг — «гамелии» (γαμήλια)[1].
По сообщению Платона, в последний день празднеств проводились состязания мальчиков в декламации, в основном, стихов Солона[7], и устраивались гимнические состязания в честь Гефеста — лампадодромии[8].
- К трем дням добавлялся ещё один — «эпибда» (εριβδα), но так могли называться и все дни празднества[1].

## Этиологический миф
Народная этимология объясняла название праздника происхождением от слова «апатэ» (ἀπάτη, обман), но уже древние словари дают более точное объяснение названия — ομοπατόρια. Современные исследователи объясняют его как άμαπατόρια, то есть праздник тех, кто имеет общего отца.
Согласно этиологическому мифу, Апатурии были установлены в честь хитрости, с помощью которой афиняне одержали победу над беотийцами. Племена спорили из-за пограничной области, которую одни авторы помещают в Эное и Панакте, другие в Меленах. Царем беотийцев был Ксанф («Белый»), у афинян правил Тимет, последний потомок Тесея. Договорились решить спор поединком, но Тимет уже был стар, и сражаться вызвался Нелеид Мелант («Черный»), эмигрировавший из Мессении.
Во время поединка Мелант крикнул Ксанфу: «Ты бьешься не по правилам, оглянись, рядом с тобой сражается ещё кто-то». Беотиец обернулся, и Мелант коварно поразил его насмерть. По одной версии, ему помог Зевс Апатенор, но большинство авторов пишут, что за спиной Ксанфа возник Дионис Меланэгид — с черными кожей и волосами, одетый в чёрную козлиную шкуру.

## Структуралистское толкование
Объяснение этого мифа традиционно вызывало у исследователей затруднения, поскольку для греков, как и для современных западных людей, привычным было противопоставление чёрного (плохого) белому (хорошему), и потому победа Чёрного над Белым, да ещё с помощью обмана, представляется странным поводом для праздника.
Обычное для XIX века объяснение, выводившее всю мифологию из поэтически осмысленных погодных условий, предполагало, что в данном случае речь идет о ритуальной борьбе наступающей зимы с уходящим летом. Пьер Видаль-Наке в своей знаменитой работе «Чёрный охотник», предложил, на основе теорий ван Геннепа, рассматривать мифический поединок в качестве символического изображения ритуала инициации эфебов, которые проходили двухлетнюю военную подготовку в горных пограничных областях, обучаясь ночной охоте, тактике внезапных нападений и грязным приемам борьбы, являющимся прямой противоположностью принципам боя гоплитов, который им предстояло освоить по достижении совершеннолетия. В качестве знака эфебии они облачались, подобно Дионису, в черные хламиды.
Видаль-Наке полагает, что именно во время этого праздника эфебы приносили свою знаменитую присягу в храме Афины Аглавры, и получали оружие.